# Chloropicus
Genre
Chloropicus est un genre d'oiseaux (pics) de la famille des Picidés et originaire d'Afrique. Les espèces de ce genre étaient assignées auparavant à Dendrocopos,.

## Liste des espèces
Selon la classification de référence du Congrès ornithologique international (version 6.4, 2016) :
- Chloropicus namaquus — Pic barbu (Lichtenstein, AAH, 1793)
  - Chloropicus namaquus schoensis (Rüppell, 1842)
  - Chloropicus namaquus namaquus (Lichtenstein, AAH, 1793)
  - Chloropicus namaquus coalescens (Clancey, 1958)
- Chloropicus xantholophus — Pic à couronne d'or (Hargitt, 1883)
- Chloropicus pyrrhogaster — Pic à ventre de feu (Malherbe, 1845)